# Tomàs de Kempis
Tomàs de Kempis o de Kempen, o Thomas Haemerken (Kempen, avui a la Renània del Nord-Westfàlia, ca. 1380 - Zwolle, Països Baixos, 25 de juliol de 1471) va ser un canonge agustí, escriptor místic, a qui s'ha atribuït l'autoria de De imitatione Christi (De la imitació de Crist), un dels tractats devocionals més influents de la història del cristianisme.

## Biografia
Tomàs va néixer a Kempen (Gueldre, Disset Províncies, avui a Alemanya) al voltant de 1380; el seu cognom era Hemerken o Haemerken (neerlandès per a martellet). A partir de 1395 va anar a l'escola de Deventer, de la comunitat dels Germans de la vida en comú, que seguien el corrent de la devotio moderna de Geert Groote.
Va ingressar a la canònica de l'Orde de Sant Agustí del Sint-Agnietenberg bij Zwolle (Mont Santa Agnès), a prop de Zwolle, a la diòcesi d'Utrecht, on el seu germà Joan era prior. Hi va ser ordenat sacerdot en 1413 i va ser-ne elegit viceprior el 1429.
Tomàs hi va dur una vida tranquil·la, dedicada als exercicis devocionals i la composició i la còpia de textos. Va ser un bon copista i va fer un mínim de quatre còpies de la Bíblia, una de les quals, en cinc volums, es conserva a Darmstadt.
Va morir el 1471 al seu monestir. Les seves restes són avui a la Basílica de Nostra Senyora de l'Assumpció de Zwolle. Encara que formalment no ha estat beatificat (el procés, obert al tercer terç del segle xvii, va quedar aturat cap al 1688) per l'Església catòlica, és conegut com a beat Tomàs de Kempis i venerat com a tal.

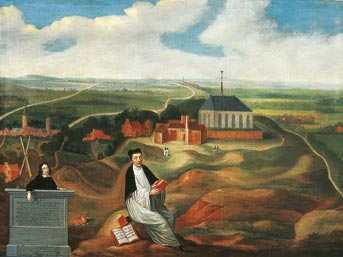
Kempis al convent de Zwolle, pintura del s. XVII (Stedelijk Museum Zwolle)
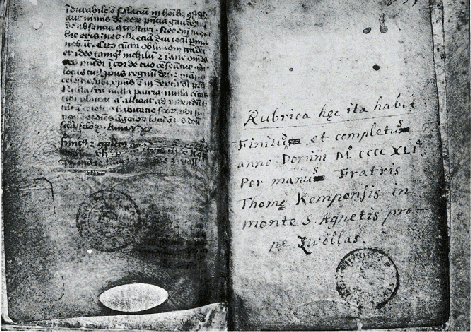
Manuscrit de Imitatio Christi original de Kempis (Koninklijke Bibliotheek, Brussel·les)
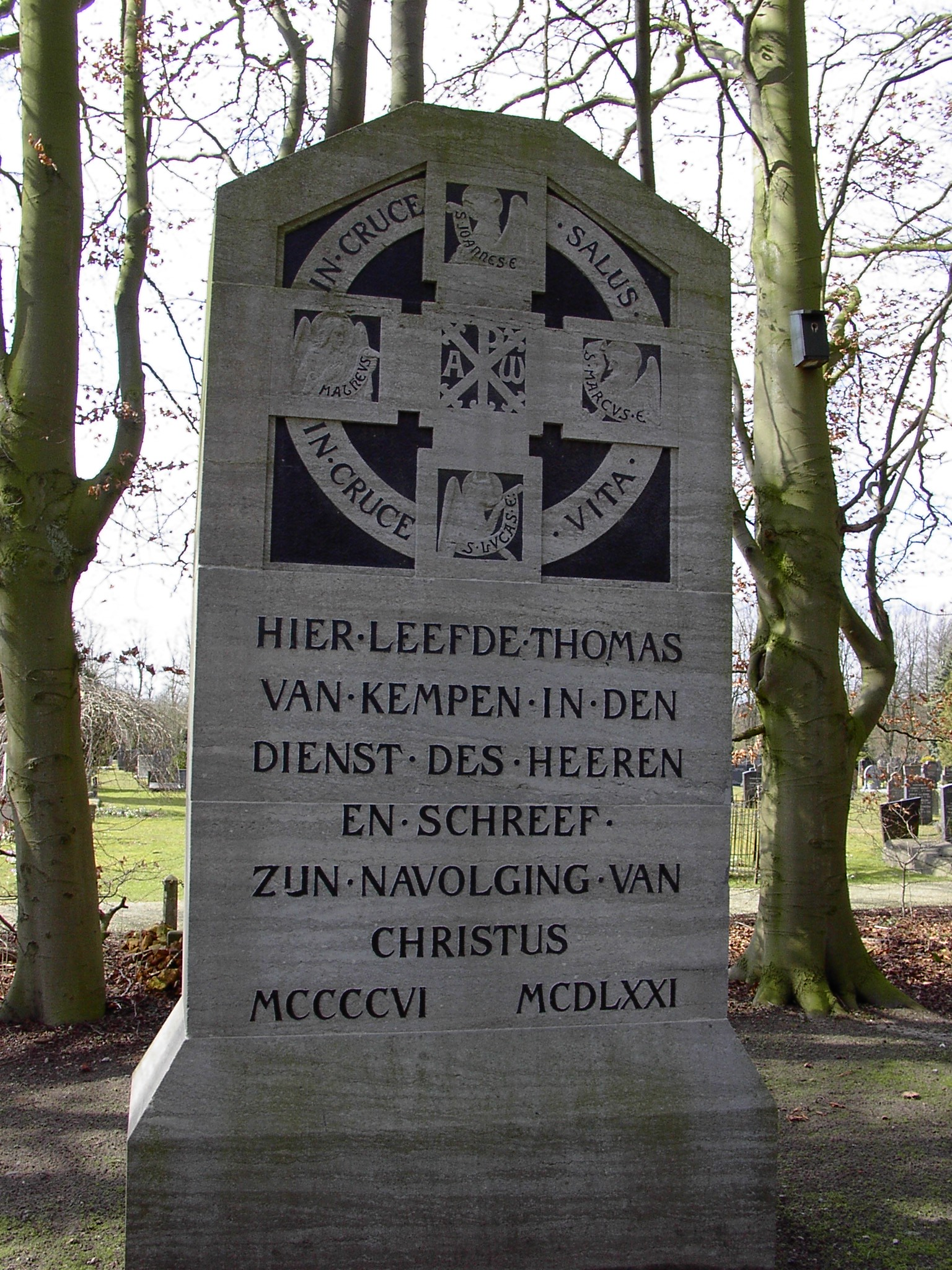
Monument a Kempis al cementiri del convent del Mont Sant Agnès de Zwolle
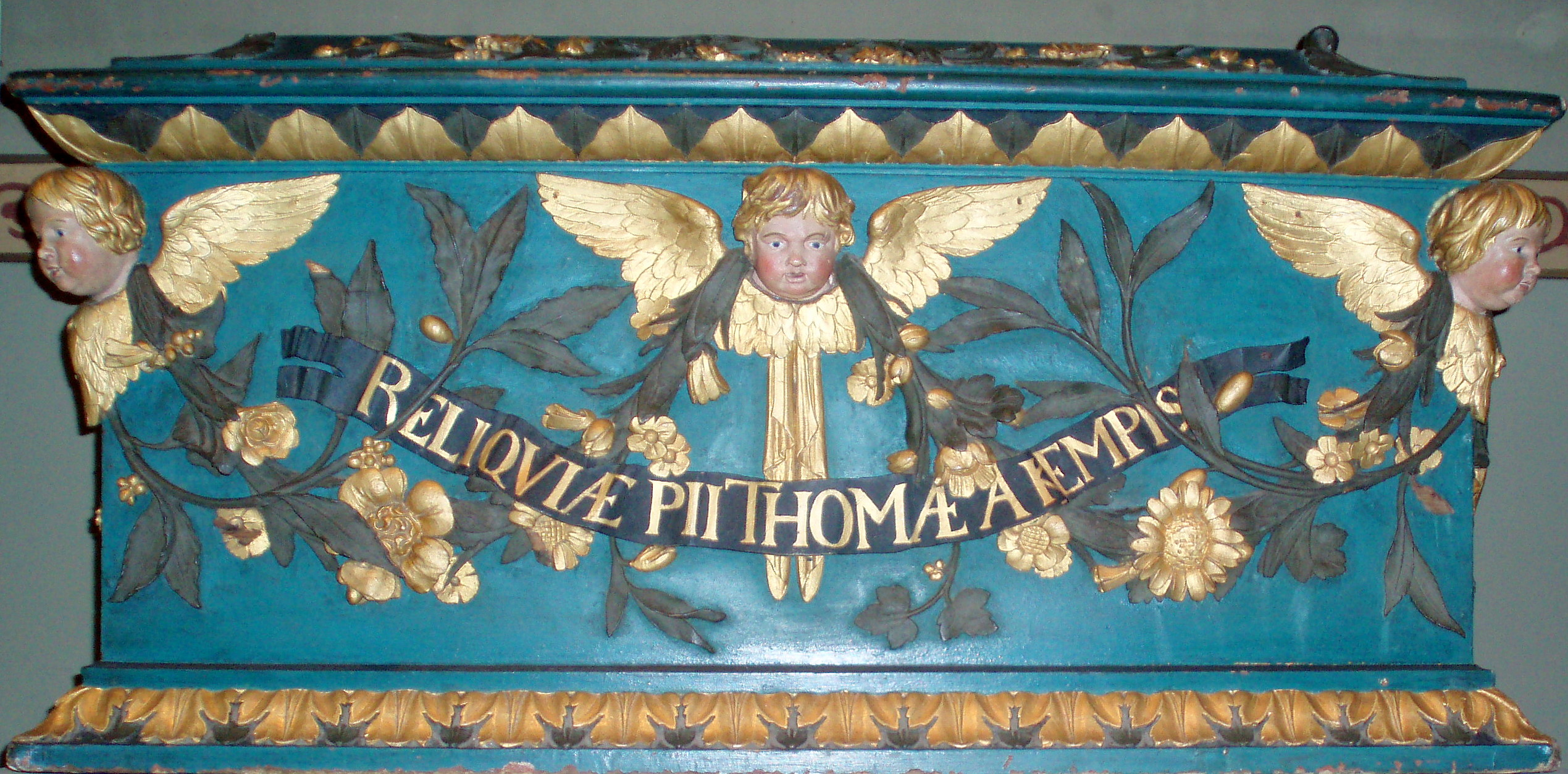
Relicari amb les restes de Kempis

## Escrits
Tomàs de Kempis pertany al corrent místic que es va difondre al llarg del Rin des de Suïssa a Estrasburg i Colònia. Era seguidor de Geert Groote i Florentius Radewijns, fundadors dels Germans de la vida en comú.
Les seves obres són de caràcter devocional: biografies de religiosos, com la de Geert Groote (Vita Gerardi Magni) i de Liduina de Schedeim (Vita Lidewigis), cartes i sermons. Es considera que és l'autor del tractat De imitatione Christi (De la imitació de Crist), obra fonamental de la devotio moderna. Redactat per a la formació dels monjos, va traspassar el claustre i es va difondre arreu, esdevenint el llibre devocional més llegit del moment i un dels més editats i llegits fins al segle xix. L'obra és un exemple de mística cristiana, format per aforismes i màximes per a la meditació.